# Patria Grande (partido político)
Patria Grande, anteriormente denominado como Frente Patria Grande, es un partido político argentino de ideología humanista popular , liderado por el activista y militante político Juan Grabois. Su horizonte político se presenta como «Argentina Humana» y actualmente forma parte de la alianza electoral Fuerza Patria.
Desde el 2025, Patria Grande deja de ser una coalición (previamente llamada "Frente Patria Grande") para ser un partido político.

## Historia
El 26 de julio de 2014 se fundó Patria Grande, Se relanzo en la ciudad de Mar de Plata el 27 de octubre de 2018, con el objetivo de apoyar la candidatura presidencial de Cristina Fernández de Kirchner y aportar a la representación del movimiento feminista, los movimientos sociales y la juventud en la conformación de un eventual frente electoral opositor al gobierno del presidente Mauricio Macri.

«Cristina tiene que volver pero con gente nueva y también con ideas nuevas».
Juan Grabois en la presentación del Frente Patria Grande

A principios del año 2019 realizaron la campaña «Ella le gana», con la cual buscaron promover la candidatura de la expresidenta, teniendo un fuerte impacto mediático en los primeros días.

«Para nosotros esto es mucho más que una campaña, es un operativo clamor para que Cristina sea candidata».
Itai Hagman en diálogo con el diario Perfil

Posteriormente participaron de la conformación del Frente de Todos con candidaturas en diferentes distritos del país. Como resultado de las elecciones realizadas el 27 de octubre, obtuvieron las bancas de Itai Hagman como diputado por CABA y Ofelia Fernández como legisladora porteña, quienes asumieron el 10 de diciembre de ese mismo año. Más adelante, y debido a la baja de distintos diputados nacionales, el frente logró una banca más que fue ocupada por Federico Fagioli en la provincia de Buenos Aires. 
En las elecciones legislativas del año 2021 asumió Natalia Zaracho como diputada nacional por la Provincia de Buenos Aires (PBA), quien se encuentra actualmente en mandato. Luego, en 2023 asumieron Fagioli y Lucia Klug como senador y diputada de PBA respectivamente, así como Victoria Freire como legisladora porteña de la CABA. En 2025 fue electa Mariana Gonzales para sumarse a la legislatura, quien asumirá su cargo el 10 de diciembre ampliando la representación de Patria Grande.

## Elecciones Presidenciales

### Elecciones primarias
|  | 5,88 % |

|  | 27,28 % |

## Representantes

### Cámara de Diputados de la Nación Argentina
| Diputado        | Mandato                 | Mandato                 | Distrito                        |
| Diputado        | Inicio                  | Fin                     | Distrito                        |
| --------------- | ----------------------- | ----------------------- | ------------------------------- |
| Itai Hagman     | 10 de diciembre de 2019 | 10 de diciembre de 2027 | Ciudad Autónoma de Buenos Aires |
| Natalia Zaracho | 16 de diciembre de 2023 | 10 de diciembre de 2027 | Provincia de Buenos Aires       |

#### Exdiputados nacionales
• Federico Fagioli (2019-2023)

### Legislatura de la Ciudad Autónoma de Buenos Aires
| Diputado                | Mandato                 | Mandato                 |
| Diputado                | Inicio                  | Fin                     |
| ----------------------- | ----------------------- | ----------------------- |
| Victoria Freire         | 10 de diciembre de 2023 | 10 de diciembre de 2027 |
| Andrea Mariana González | 10 de diciembre de 2025 | 10 de diciembre de 2029 |

#### Ex Legisladores de la Ciudad Autónoma de Buenos Aires
• Ofelia Fernández (2019-2023)

### Senado de la Provincia de Buenos Aires
| Diputado         | Mandato                 | Mandato                 |
| Diputado         | Inicio                  | Fin                     |
| ---------------- | ----------------------- | ----------------------- |
| Federico Fagioli | 10 de diciembre de 2023 | 10 de diciembre de 2027 |